# Estudios sobre representaciones alquímicas
Los Estudios sobre representaciones alquímicas (en alemán Studien über alchemistische Vorstellungen) son una serie de cinco trabajos de Carl Gustav Jung recopilados en el decimotercer volumen de su Obra completa, siendo a su vez una de sus principales aproximaciones dedicada al estudio de la alquimia. El resto del tratamiento de la misma se incluirá en las siguientes obras: Aion (OC 9/2), Psicología y alquimia (OC 12), Mysterium coniunctionis (OC 14) y La psicología de la transferencia (incluida en OC 16).

## Contenido
En comparación con sus obras Mysterium coniunctionis, Psicología y alquimia y Aion, los ensayos del presente volumen son especialmente significativos como introducción a las investigaciones de Jung sobre la alquimia.
Se trata de unos trabajos más cortos y fáciles de abarcar, tomándolos como ensayos preparatorios para los tres volúmenes monumentales mencionados.

## Índice
1. Comentario al libro El secreto de la flor de oro (1929)
2. Las visiones de Zósimo (1938/1954)
3. Paracelso como fenómeno espiritual (1942)
4. El espíritu Mercurius (1943/1948)
5. El árbol filosófico (1945/1954)

## Edición en castellano
- Jung, Carl Gustav (2015). Obra completa de Carl Gustav Jung. Volumen 13: Estudios sobre representaciones alquímicas. Traducción Laura S. Carugati. Madrid: Editorial Trotta. ISBN 978-84-9879-560-8/ ISBN 978-84-9879-561-5.

- Datos: Q4713013